# Leptoxis compacta
Leptoxis compacta (englisch oblong rocksnail) ist eine Süßwasserschneckenart. Sie ist ein Endemit des Cahaba Rivers, eines Nebenflusses des Mobile Rivers im US-Bundesstaat Alabama. Sie wurde in einem Zeitraum von mehr als 70 Jahren nicht mehr aufgefunden und im Jahr 2000 formal für ausgestorben erklärt. Erst im Mai 2011 wurden wieder lebende Exemplare entdeckt.

## Merkmale

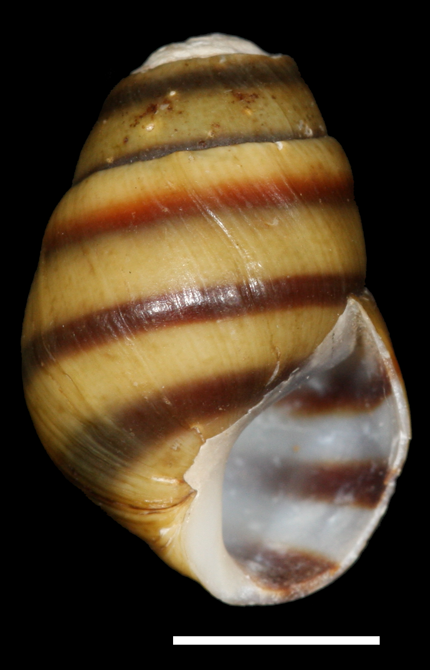
Typus von Leptoxis compacta (Länge des Maßstabs 5 mm)

Das Schneckenhaus von Leptoxis compacta ist eiförmig bis konisch, glatt, dickwandig und gelblich-grün. Das Gewinde steigt in stumpfem Winkel an und hat etwa fünf Windungen, die annähernd flach sind. Die Grundwindung, die den Körper der Schnecke aufnimmt, ist dagegen weit, nur gering gewunden und hat drei sehr dunkle Bänder. Die vorletzte Windung hat nur zwei dunkle Bänder, von denen das untere teilweise oder fast ganz von der Kerbung (Sutur) zur nächsten Windung überdeckt wird. Die oberste Windung trägt nur noch eine haarfeine schwarze Linie. Die Öffnung des Schneckenhauses ist relativ weit, auf der Innenseite weißlich und ebenfalls gestreift. Die Zentralspindel (Columella) ist stark gekerbt, die Basis ist gleichförmig gerundet und hat keinen Hohlraum. Die Breite des Schneckenhauses beträgt etwa 10 mm, die Höhe etwa 15 mm. Die Höhe der Öffnung beträgt etwa 7,5 mm.
Die meisten der 2011 gefundenen Wild-Exemplare hatten eine violette Pigmentierung an der Einkerbung der Columella, während dieses Merkmal bei den Jungtieren, die später in Gefangenschaft aufgezogen wurden, nicht beobachtet werden konnte. Juvenile Leptoxis compacta tragen an der Hauptwindung einen kleinen Dorn (Carina), der bei ausgewachsenen Individuen verloren geht.
Die Körperoberfläche ist gelb mit schwarzen Sprenkeln. In der Mitte des Rüssels und auf beiden Augen verlaufen schwarz pigmentierte Bänder. Das Bändermuster ist identisch mit dem der am selben Standort vorkommenden Leptoxis ampla. Das Färbungsmuster und das Vorhandensein eines Augenstiels (Pedunculus) unterscheiden Leptoxis compacta von den ebenfalls am gleichen Standort vorkommenden Schnecken der Gattung Pleurocera, die conchologisch (vom Schneckenhaus her) Leptoxis compacta am meisten ähneln.

## Lebensweise

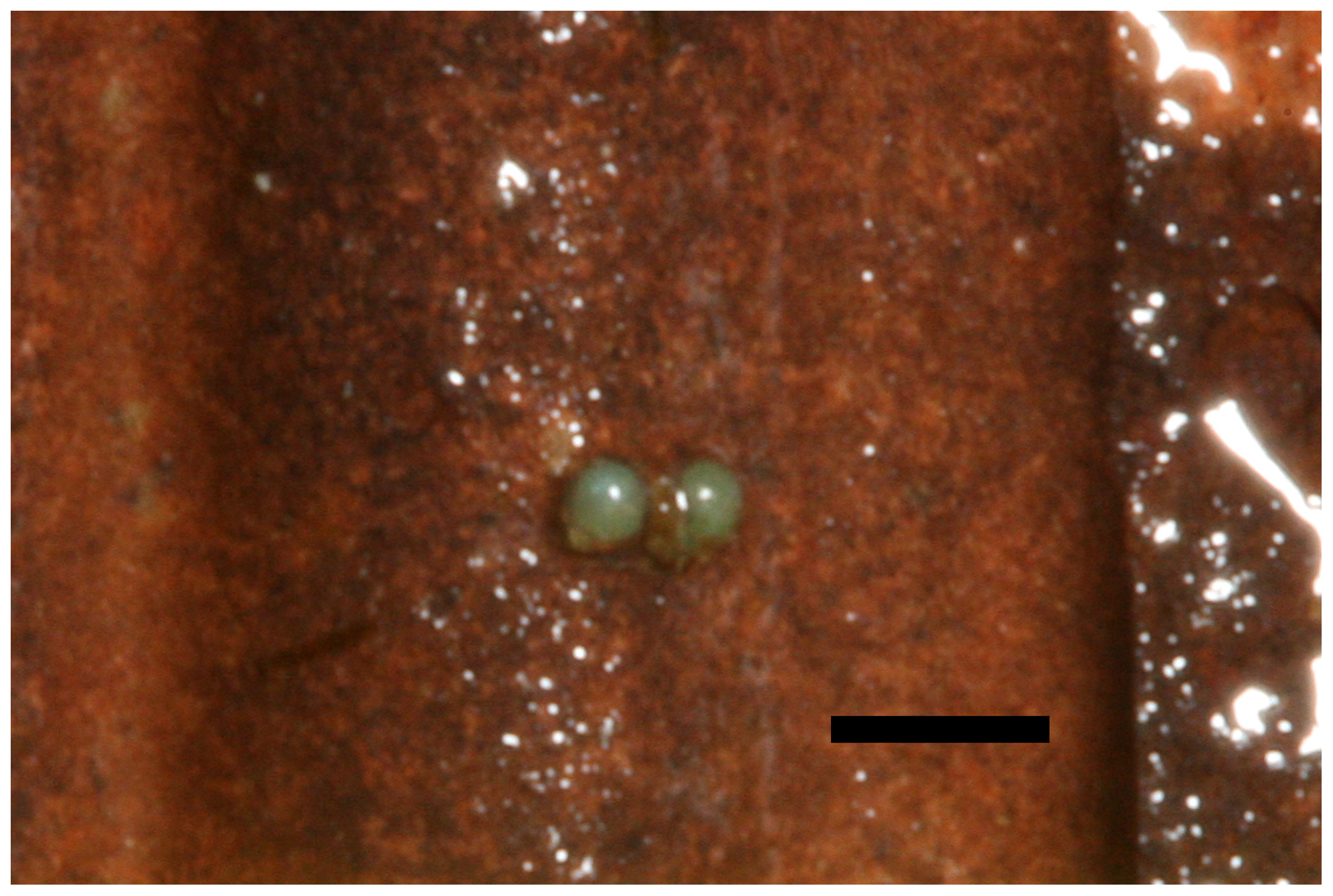
Eier von Leptoxis compacta (Länge des Maßstabs 1 mm)

Leptoxis compacta siedelt auf der stromaufwärts gelegenen Seite von Sandbänken.
Die weiblichen Exemplare von Leptoxis compacta legten innerhalb von drei Tagen nach der Übertragung in die Gefangenschaftshaltung 0,3 mm durchmessende Eier einzeln oder in kurzen Reihen ab. Die durchschnittliche Länge der Eilinien betrug 1,57 Eier, es wurden maximal 3 Eier in einer Linie gezählt. Bei Wassertemperaturen über 29 °C wurden keine Eier mehr gelegt.

## Entdeckungsgeschichte, Verbreitung und Gefährdung

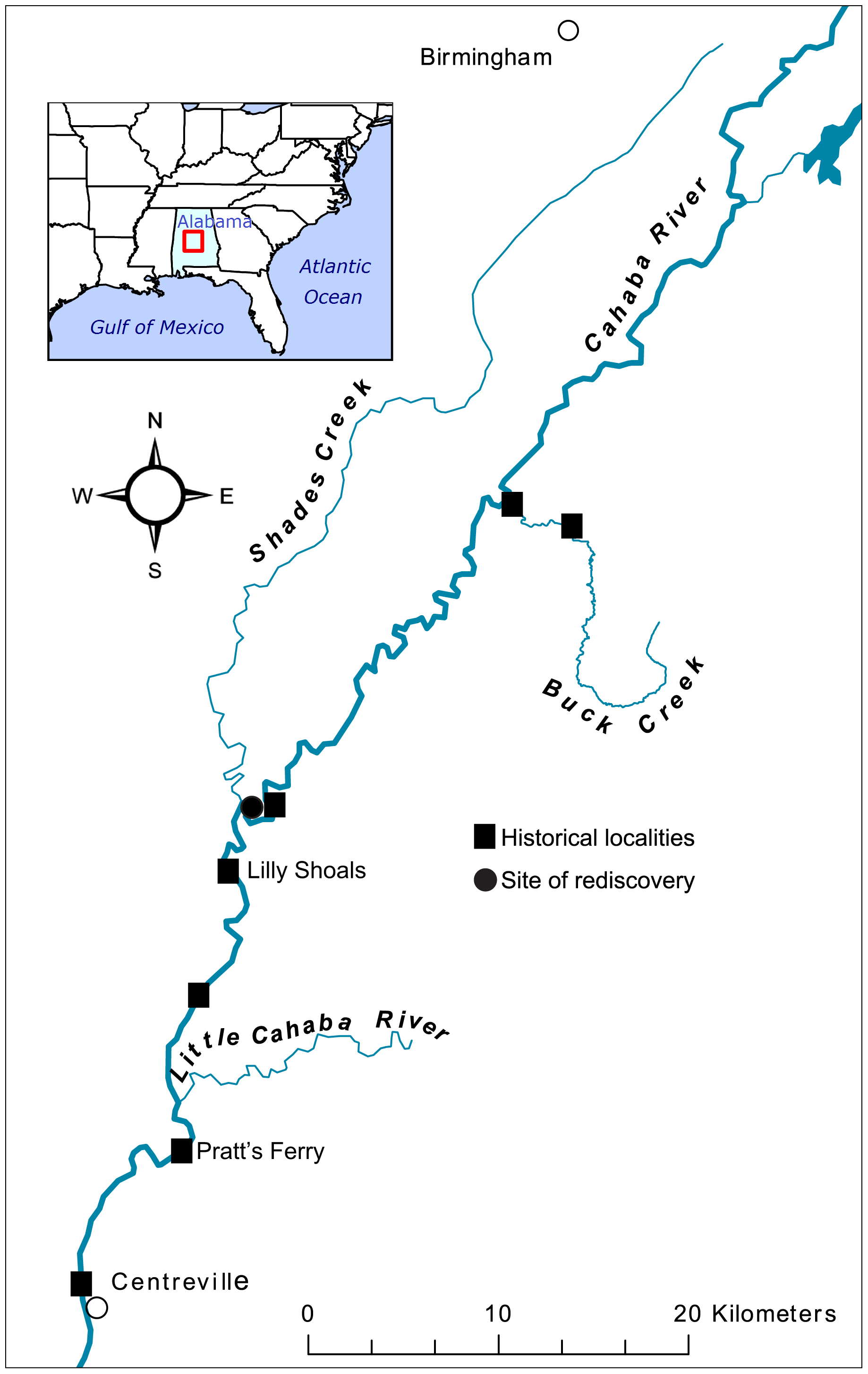
Historisches Verbreitungsgebiet und aktueller Fundort von Leptoxis compacta

Die Erstbeschreibung von Leptoxis compacta erfolgte 1854 durch John Gould Anthony unter dem Namen Melania compacta.
Das früher dokumentierte Verbreitungsgebiet reichte vom Unterlauf des Buck Creek im Süden der Valley-and-Ridge-Zone der Appalachen bis nach Centerville in Alabama. Die stärkste Verbreitung fand sich im Bereich der Lily-Shoals-Sandbänke im Mittellauf des Cahaba River. Die Ursache der ab 1935 dokumentierten Abnahme der Population von Leptoxis compacta ist unbekannt. Neben dem ursprünglich bereits kleinen Verbreitungsgebiet werden Abwässer regionaler Bergwerke und der Metropolregion von Birmingham als wahrscheinlichste Ursache angesehen. Der letzte dokumentierte Fund datierte auf das Jahr 1933. Im Rahmen mehrerer systematischer Untersuchungen des Flusslaufes 1992, 2005 und 2008 konnte Leptoxis compacta nicht nachgewiesen werden. Bereits im Jahr 2000 wurde Leptoxis compacta von der International Union for Conservation of Nature and Natural Resources (IUCN) für ausgestorben erklärt. Sie galt als einziger ausgestorbener Endemit aus der Familie der Pleuroceridae im Cahaba River.
Erst im Mai 2011 wurden im Rahmen einer Expedition zur Erfassung der Biodiversität der Schnecken im Einzugsgebiet des Mobile River im US-Bundesstaat Alabama – nach fast 80 Jahren ohne Fund – in einem sehr kurzen Abschnitt des Cahaba River unweit des Zulaufs des Shades Creek wieder Exemplare von Leptoxis compacta gefunden. Diese Wiederentdeckung wurde im August 2012 in PLoS ONE veröffentlicht. Die Autoren kommen in ihrer Arbeit zu dem Schluss, dass die lokal eng beschränkte Existenz dieser Art sie gefährdet, bei einer einzelnen Umweltkatastrophe endgültig auszusterben, und diskutieren, ob sich durch Vermehrung der Schnecken im Labor und Wiederansiedlung im gesamten ursprünglichen Verbreitungsgebiet die Überlebenschancen verbessern lassen.
Die wissenschaftliche Veröffentlichung der Wiederentdeckung wurde von journalistischer beziehungsweise populärwissenschaftlicher Seite insbesondere in Beziehung zum allgemeinen Artensterben rezipiert.